# NGC 869

NGC 869

إتش برساي أو إتس رأس الغول أو طبقا لكتالوج كالدويل ك 14 أو مِعْصَمُ الثُّرَيَّا (بالإنجليزية:h Persei أو NGC 869 هو تجمع نجمي مفتوح يشكل مع تجمع نجمي آخر وهو إن جي سي 884، تحمعين نجميين مزدوجين لأنهما يوجدا بالقرب من بعضهما البعض في كوكبة حامل رأس الغول. يبعد تجمع إن جي سي 869 عنا نحو 7.000 سنة ضوئية.
تبلغ درجة لمعان إتش برساي 5,3 قدر ظاهري ويبلغ اتساعه اتساع زاوية قدرها 30' ، ويمكن التعرف عليه بالعين المجردة .
اكتشف هذا الجرم السماوي نحو 130 قبل الميلاد حيث كتب عنه العالم الفلكي الأغريقي هيباركوس.

## اقرأ أيضا
- إن جي سي 884
- كتالوج كالدويل
- الفهرس العام الجديد